# Gambia na Letnich Igrzyskach Olimpijskich 2004
Gambię na Letnich Igrzyskach Olimpijskich 2004 reprezentowało 2 sportowców.

## Skład kadry

### Lekkoatletyka
Mężczyźni:
| Zawodnik            | Dyscyplina    | 1 Runda  | 1 Runda | 2 Runda | 2 Runda | Półfinał      | Półfinał      | Finał         | Finał         |
| Zawodnik            | Dyscyplina    | Wynik    | Poz.    | Wynik   | Poz.    | Wynik         | Poz.          | Wynik         | Poz.          |
| ------------------- | ------------- | -------- | ------- | ------- | ------- | ------------- | ------------- | ------------- | ------------- |
| Jaysuma Saidy Ndure | bieg na 100 m | 10.26 NR | 3 Q     | 10.39   | 8       | nie zakwalif. | nie zakwalif. | nie zakwalif. | nie zakwalif. |
| Jaysuma Saidy Ndure | bieg na 200 m | 20.78    | 5 q     | 20.73   | 6       | nie zakwalif. | nie zakwalif. | nie zakwalif. | nie zakwalif. |

Kobiety:
| Zawodnik   | Dyscyplina    | 1 Runda | 1 Runda | Półfinał      | Półfinał      | Finał         | Finał         |
| Zawodnik   | Dyscyplina    | Wynik   | Poz.    | Wynik         | Poz.          | Wynik         | Poz.          |
| ---------- | ------------- | ------- | ------- | ------------- | ------------- | ------------- | ------------- |
| Adama Njie | bieg na 800 m | 2:10.02 | 7       | nie zakwalif. | nie zakwalif. | nie zakwalif. | nie zakwalif. |